# 古寺巡礼 (和辻哲郎)
『古寺巡礼』（こじじゅんれい）は和辻哲郎の著作。
「この書は大正7年の5月、2,3の友人とともに奈良付近の古寺を見物したときの印象記である。」と、著者による昭和21年7月付けの改版序文にある。

## 刊行情報
- 1918年8月から1919年1月まで、岩波書店の雑誌『思潮 第一次』に『古寺巡礼』を6回連載した。
- 1919年（大正8年）5月、岩波書店で初版単行本を出版
- 1923年の関東大震災で版が焼失し、翌1924年9月新版。
- 1947年（昭和22年）3月、岩波書店で改訂単行本を出版。現行判はこの版[注釈 1]である。文庫刊行まで長年にわたり多く重版。
- 1979年に『古寺巡礼』岩波文庫（改版2009年、解説は谷川徹三）[注釈 2]が刊行。
- 2012年に『初版 古寺巡礼』のタイトルでちくま学芸文庫（解説は衣笠正晃）が刊行。

## 内容
以下の太字の章数は1947年版の章数。太字の訪問地は原文の章題ではない。内容文の章数は初版の章数。
1 東京で
1 アジャンターの壁画の模写を見る。仏徒の壁にふさわしくない蠱惑的な女。
2 京都で
2 実家で父は、お前の今やっていることはどれだけ役に立つのかと言い、返事ができなかった。
3 南禅寺畔の叔父の家で。南禅寺の境内から流れる水が水車を回す。
3 京都の博物館で
4 仏画はガンダーラからシナへ、東へ来るほど清らかに気高くなる。
4 奈良へ
5 汽車で奈良へ。時々天平の彫刻を思わせるような女の顔に出逢う。
5 新薬師寺
6 新薬師寺の薬師像。木彫でこれほど堂々とした作は、ちょっと外にはない。
6 浄瑠璃寺と東大寺
7 平和な村の中の浄瑠璃寺。東大寺の戒壇院の四天王と、三月堂の不空羂索観音。
7 奈良国立博物館
8 夕食を食べながら今日見た芸術品について論じ合う。
9 奈良国立博物館。博物館の陳列の方法は何とか改善してほしい。
10 聖林寺十一面観音。作者は不明だが、われわれの国土のものと感ずる。
8 奈良国立博物館
11 推古天平の最も偉大な作品は、同じくみな観音である。
12 百済観音。インドや西域の文化を漢人が咀嚼した様式。
9 奈良国立博物館
13 興福寺の諸作は巧妙だが深さを伴っていない。法隆寺の四天王は気持ちのいい芸風。
14 『日本霊異記』は天平の人の心持ちを表現している。
16 法隆寺の金堂の天蓋から取りおろした鳳凰や天人が特に興味深い。
10 奈良国立博物館
15 伎楽面。伎楽の楽と舞がどういうものか、『東大寺要録』や『供養記』から想像する
。
11 法華寺
17 法華寺の蒸し風呂。光明皇后が千人の垢を洗ったと『元亨釈書』は伝える。
12 法華寺
18 法華寺は大倭の国分尼寺で、光明皇后の熱信から生まれたものらしい。
19 法華寺の十一面観音。光明皇后をモデルに問答師が作ったと『興福寺濫觴記』にある。
13 法華寺
20 天平時代ほど女の活躍した時代はほかにない。
21 弘仁期の僧尼の気風は『日本霊異記』から知られる。
22 尼君の血色はまれに見るほど美しかった。
14 唐招提寺
23 唐招提寺の金堂。屋根の重さと柱の力との間の安定した釣り合い。
24 金堂盧舎那仏の右の脇士である千手観音は、手の交響楽をなす。
25 講堂は奈良京造営の際の建築である。ただし鎌倉時代の修繕で構造も変わった。
15 唐招提寺
26 鑑真の日本渡来。『鑑真東征伝』によれば随行した弟子は24人。
27 鑑真の将来した品物は多い。その目録。
28 奈良時代の日本は文化を輸入する国から自作する国へ変わる。
16 薬師寺
29 薬師寺には東洋美術の最高峰が控えている。
30 金堂の薬師如来。とろけるような美しさ。柔らかさと強さとの抱擁。
31 この三尊の制作は天武帝から持統帝の時代。帰化人や混血人によると思われる。
32 白鳳時代の東塔。東院堂の聖観音。一種の生気が放射して来るかのよう。
17 薬師寺
33 聖観音の作者は西域人ではなかったろうか。ガンダーラ美術の間に育ち、シナの素朴さを持つ。
34 木下杢太郎は薬師如来と聖観音に感動しなかった。それへの反論。
35 S氏の話。天平の仏工が台座の内側に落書きを残した。写しを見せてもらった。
18 奈良国立博物館
36 博物館の玄関脇の応接室の壁に古画をかけて見せてもらった。
37 法華寺の阿弥陀三尊。単純でありながら微妙な深味。なにか永遠なもの。
19 奈良国立博物館
38 薬師寺吉祥天像。地上の女であって神ではない。美人画として見れば非の打ちどころがない。
20 当麻寺
39 当麻寺の曼荼羅。解脱を思わせるものではなく、現世の享楽の理想化。
40 汽車で大和三山の間を通り、三輪山の麓から北へ、奈良市に戻った。
21 東大寺
41 月夜の東大寺南大門と大仏殿。月明に輝く三月堂。
22 法隆寺
42 法隆寺。五重塔の美しさをあらゆる方角から味わった。
23 法隆寺
43 法隆寺金堂壁画。東洋絵画の絶頂。真実の浄土図。アジャンター壁画との相似。
44 橘夫人の厨子。そのなかの阿弥陀三尊。推古式と西域式の融合。
24 法隆寺から中宮寺へ
45 夢殿秘仏。200年以上の秘仏をフェノロサが開かせた。
46 中宮寺の菩薩。なつかしいわが聖女。「たましいのほほえみ」を浮かべる。
47 かつてこの寺で、この観音の侍者にふさわしい尼僧を見たが、今回は逢えなかった。

## 初版と1947年版の異同
- 初版の47章を1947年版は24章にまとめた。しかし主旨の違う章を同一の章にまとめたため、論理関係がわかりにくくなった部分もある[要出典]。
- 「文章は添えた部分よりも削った部分の方が多いと思う」と、1947年の改訂版の序文に和辻自身が書いている。
- 初版の「僕は」という主語はすべて省かれ、主語が必要な文脈では「わたくしは」に変えた[要出典]。
- 生な感情の表現を、より落ち着いた客観的なものに変えた[要出典]。
- 初版は次の文で終わるが、1947年版では削られた。「もう中宮寺を書いてしまった。河内の観心寺、長谷の奥の室生寺、そういう予定を急に変更して、次の日には赤不動を見に高野へのぼった。いろいろ書きたいこともある。しかし、もう中宮寺がすんだ。それでこの旅行記も終ることにしよう。」